# Valério Latino Eurômio
Valério Latino Eurômio (em latim: Valerius Latinus Euromius) foi um oficial romano do século IV. Era oriundo duma família ilustre e filho de pais eminentes (generis claris decus, procerum de stirpe natus) e membro dum clã da celebrada nobreza (genus clarae nobilitis) da cidade gaulesa de Burdígala (Bordéus, na França).
Fez carreira na prefeitura pretoriana da Ilíria, onde serviu como advogado do fisco (advocatus fisci), assessor do prefeito pretoriano (assessor) e finalmente presidente (praeses) da Dalmácia. Em data desconhecida casou-se com uma filha do escritor e oficial Ausônio, porém faleceria jovem e sem descendência.